# Sebastian Seidl
Sebastian Seidl (* 12. července 1990 v Nürtingenu, Německo) je německý zápasník-judista.

## Sportovní kariéra
S judem začínal v Pförringu v kroužku. Od devíti let dojížděl na tréninky do nedalekého Abensbergu, kde se připravuje pod vedením Ralfa Matusche a Radu Ivana. Členem užšího výběru německé reprezentace je od roku 2013. V roce 2016 se kvalifikoval na olympijské hry v Riu a nezvládl zápas úvodního kola proti Italu Fabio Basilemu, který ho v začátkem třetí minuty poslal na ippon technikou sode-curikomi-goši.

## Výsledky
| Olympijské hry     |    |   | — |     |     |    | —   |     |     |    | úč. |  |  |  |  |  |  |  |  |  |  |  |  |  |  |  |  |
| Mistrovství světa  |    | — |   | —   | —   | —  |     | úč. | úč. | 7. |     |  |  |  |  |  |  |  |  |  |  |  |  |  |  |  |  |
| Evropské hry       |    |   |   |     |     |    |     |     |     | 3. |     |  |  |  |  |  |  |  |  |  |  |  |  |  |  |  |  |
| Mistrovství Evropy | —  | — | — | —   | —   | —  | úč. | úč. | —   | 3. | —   |  |  |  |  |  |  |  |  |  |  |  |  |  |  |  |  |
| ME do 23 let       | —  | — | — | —   | úč. | 5. | 7.  |     |     |    |     |  |  |  |  |  |  |  |  |  |  |  |  |  |  |  |  |
| MS juniorů         | —  |   | — | úč. |     |    |     |     |     |    |     |  |  |  |  |  |  |  |  |  |  |  |  |  |  |  |  |
| ME dorostenců      | 5. |   |   |     |     |    |     |     |     |    |     |  |  |  |  |  |  |  |  |  |  |  |  |  |  |  |  |